# Centro Asturiano de Tampa
El Centro Asturiano es un centro social histórico en el barrio de Ybor City en la ciudad de Tampa, Florida, Estados Unidos. El centro fue fundado en 1886 por la comunidad española originaria del Principado de Asturias en Tampa. Es junto con el Centro Español de Tampa y el Centro Español de West Tampa, uno de tres sociedades benéficas que servían a la comunidad española de la ciudad en los siglos XIX y XX.
En su momento álgido a principios del siglo XX, el centro tenía una membresía muy activa y llegó a tener hasta un hospital y dos cementerios propios. Con los cambios demográficos de la comunidad española a mediados del siglo XX en Tampa, el centro empezó a perder miembros. Actualmente el centro sigue activo con una membresía mucho más reducida y se sigue manteniendo el cementerio. El edificio se utiliza principalmente para eventos privados como bodas, fiestas y galas.
El 24 de julio de 1974, el inmueble fue añadido al Registro Nacional de Lugares Históricos de los Estados Unidos. Fue diseñado por el arquitecto local M. Leo Elliott.

## Descripción
El Centro Asturiano de Tampa es un club social para inmigrantes y los descendientes de inmigrantes del Principado de Asturias en España. El propósito del club era de cuidar sus socios desde su nacimiento hasta su muerte. En su momento álgido, ser miembro del centro le otorgaba al socio acceso al hospital privado, el Cementerio del Centro Asturiano y seguro médico. 
La afiliación declinó en 1990 cuando se cerró el hospital del Centro Asturiano. El hospital se renovó en el 2005 para proporcionar alojamiento asequible para miembros de la tercera edad. Hoy en día lo que perduran del Centro Asturiano son el cementerio, su edificio histórico y el aspecto social de la comunidad que perdura para preservar el legado de la comunidad.

## Historia

### Emigración española a Cuba
A finales de los años 1880, la mayoría de la emigración de España a América consistía en hombres jóvenes que iba a La Habana, Cuba, entonces territorio español, en busca de trabajo. Aquellos hombres que ya estaban casados a menudo emigraban solos, y solo traín sus familias una vez que estuviese bien establecidos en su nuevo hogar. 
En La Habana, había muchas organizaciones que servían a la comundiad española como el Casino Español de La Habana y también varios otros que representaban las distintas regiones de España. Todas tenían la misma misión de proporcionar asistencia sanitaria y “sabor hogareño” para sus socios. El Centro Asturiano de La Habana, por ejemplo, fue fundado el 2 de mayo de 1886 para proporcionar asistencia médica, actividades sociales, educación y oportunidades recreativas.

### Emigración española a Tampa

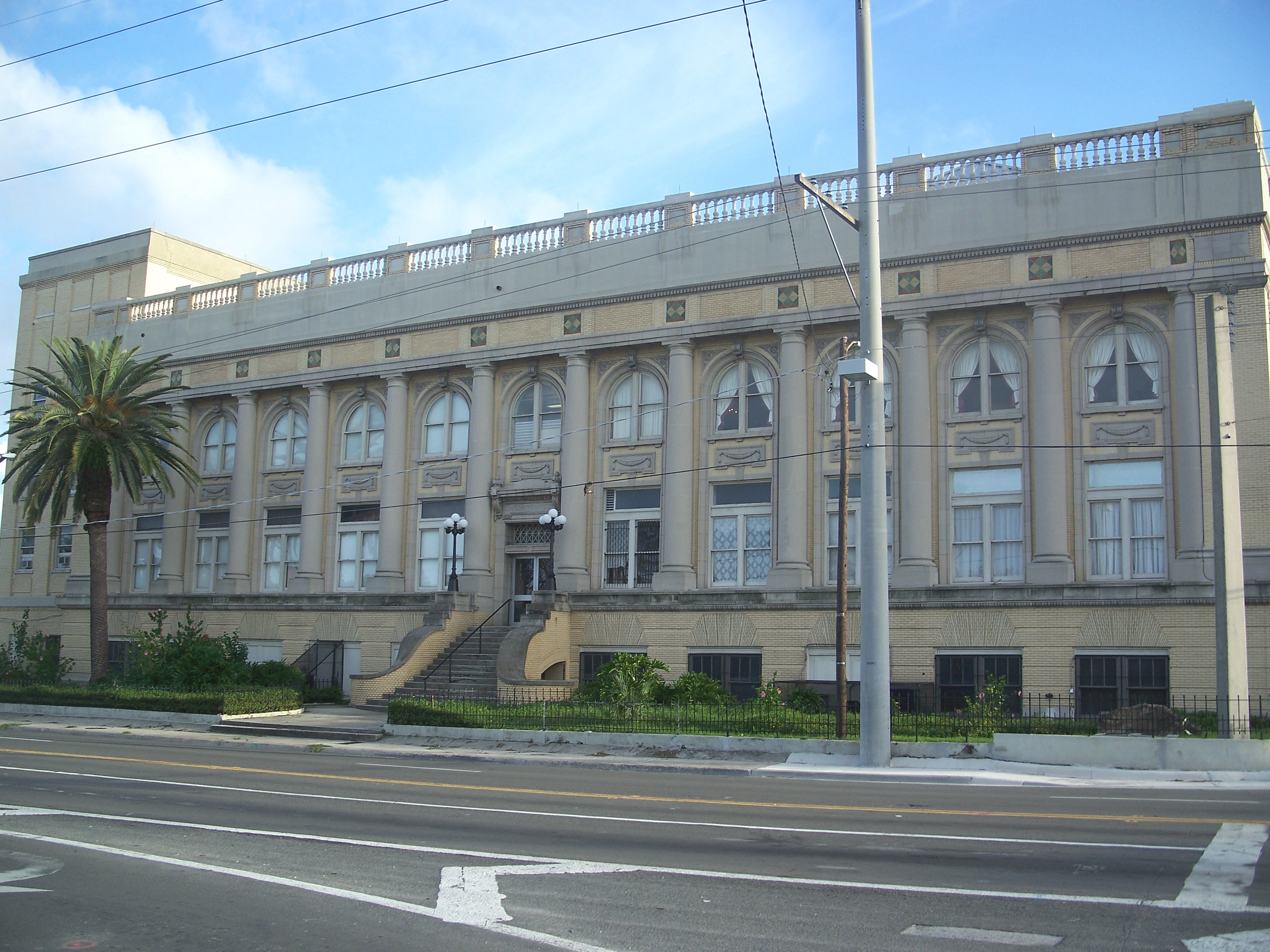
Vista de la fachada lateral del Centro Asturiano de Tampa.

Para finales del siglo XIX, la industria del cigarro pronto creció y se abrieron muchas fábricas en Tampa que trajo una ola de inmigrantes nuevos de España, pero especialmente de Cuba, entonces colonia española. En esa época, la ley de inmigración de los EE. UU. restringía la inmigración proveniente de Europa, pero no de Cuba. 
Antonio Gonzales Prado, el primer presidente del Club de La Habana, viajó a Tampa al final del siglo y enseguida fue nombrado director de un comité cuyo propósito era rectificar el problema de falta de cuidado sanitario para los trabajadores de la industria tabacalera. Pronto se estableció el primer club social de Tampa, el Centro Español de Tampa, que tuvo un breve pero inexitoso intento de crear un sistema sanitario para los trabajadores. Para abrir un centro sanitario en Tampa, se necesitaba la aprobación de la sede del club en La Habana.
La Delegación del Centro Asturiano de La Habana en Tampa recibió la aprobación para constituirse en 1907, pero no era dueño ni del edificio ni del hospital. El dueño era El Centro Asturiano de La Habana, una empresa bajo las leyes de la recién establecida República de Cuba.

### Inauguración de los hospitales
En una reunión el 24 de marzo de 1902, el doctor G.H. Altree decidió ser director médico del nuevo club como voluntario. Él ofreció el uso de su clínica y sanatario para los miembros del Centro Asturiano.  Para 1903, la sociedad había crecido tanto que el centro empezó a alquilar espacio en un hotel para acomodar las crecientes necesidades médicas de la comunidad. Alquiló este espacio hasta 1905 cuando se inauguró el primer Sanatorio de Covadonga con sus 54 camas.
En 1927, se inauguró el segundo hospital, el Hospital de Covadonga. Acorde al fuerte vínculo que mantenía el club y sus socios con la iglesia católica, ambos hospitales fueron bautizados en honor a la Virgen de Covadonga.
En 1956 se estableció el Centro Asturiano Hospital, Inc. y todas las instalaciones fueron transferidas a la nueva empresa. Esto se hizo para que el hospital pudiese cualificar para subvenciones y fondos federales disponibles solo para las empresas privadas.

### Antiguo cementerio

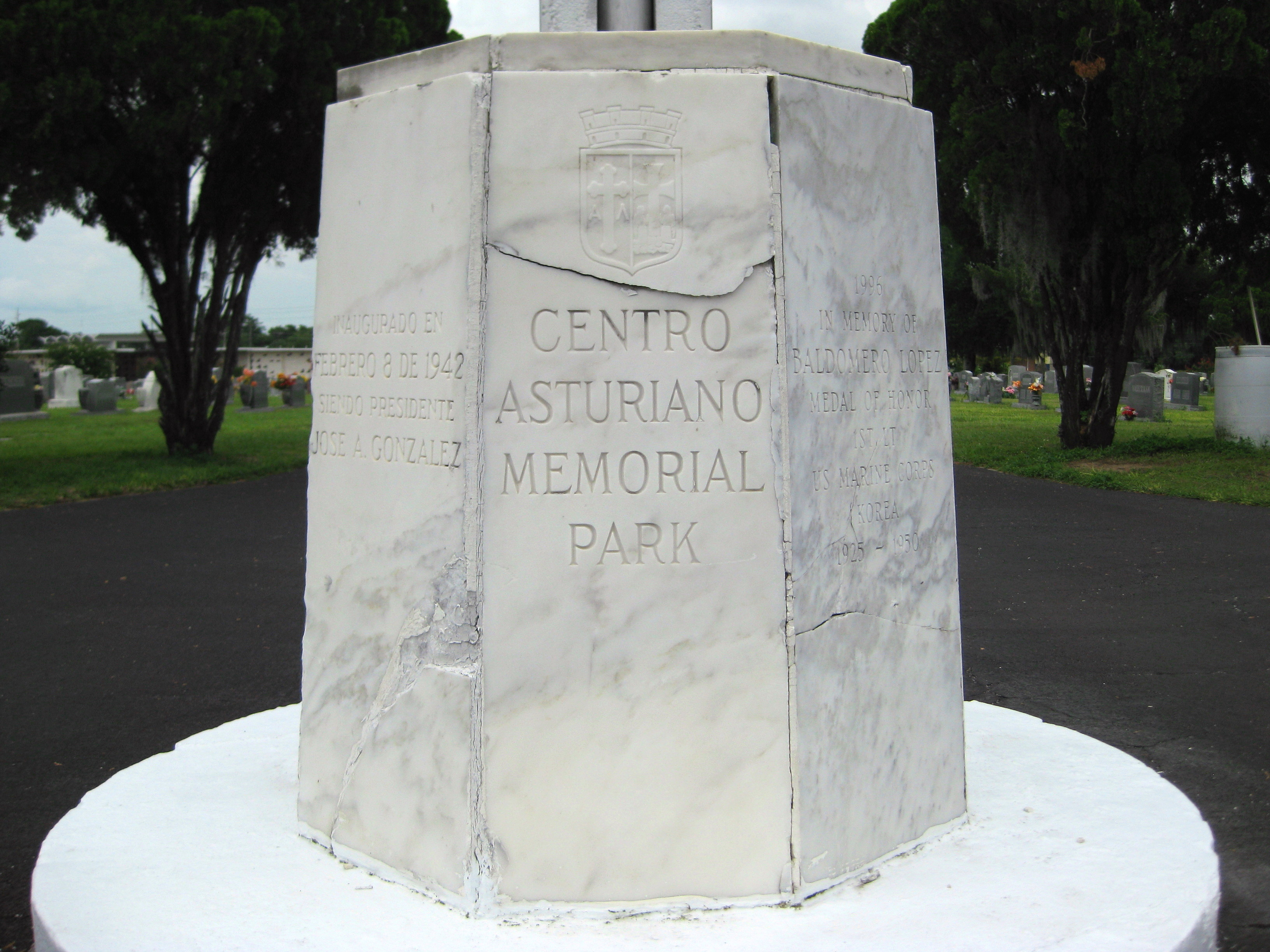
Base de la bandera en el Cementerio del Centro Asturiano (Centro Asturiano Memorial Park Cemetery).

El Centro Asturiano de Tampa estableció dos cementerios para sus miembros y sus familias. El "antiguo" Cementerio del Centro Asturiano fue establecido en 1904 después de que el ayuntamiento de Tampa donara el terreno al club para su uso como cementerio. El cementerio se encuentra en Ybor City en 2504 East 21st Avenue. Actualmente, el terreno del cementerio sigue en manos del ayuntamiento. Hay 601 personas enterrados allí incluyendo el fundador del club,  Antonio Gonzales Prado, enterrado allí en 1904.

### Cementerio del Centro Asturiano
En 1942 se inauguró un segundo cementerio mucho más grande que el anterior, el Cementerio del Centro Asturiano (Centro Asturiano Memorial Park Cemetery) ubicado en 5400 East Dr. Martin Luther King Jr. Boulevard. Aquí se encuentran 2.300 difuntos enterrados o en mausoleo, lo cual fue añadido en 1970 y posteriormente ampliado en 1998.
Entre los enterrados se encuentra Baldomero López, del Cuerpo de Marines de los Estados Unidos, quién dio su vida durante la Guerra de Corea, lo cual se le otorgó la Medalla de Honor. El valor de López es conmemorado en distintos puntos de la ciudad incluyendo en un asilo de ancianos estatal, un barco de provisiones del ejército y una escuela en la ciudad de Seffner en la Florida. En la entrada del cementerio, el mismo Centro Asturiano inauguró un memorial en su honor.

## Galería

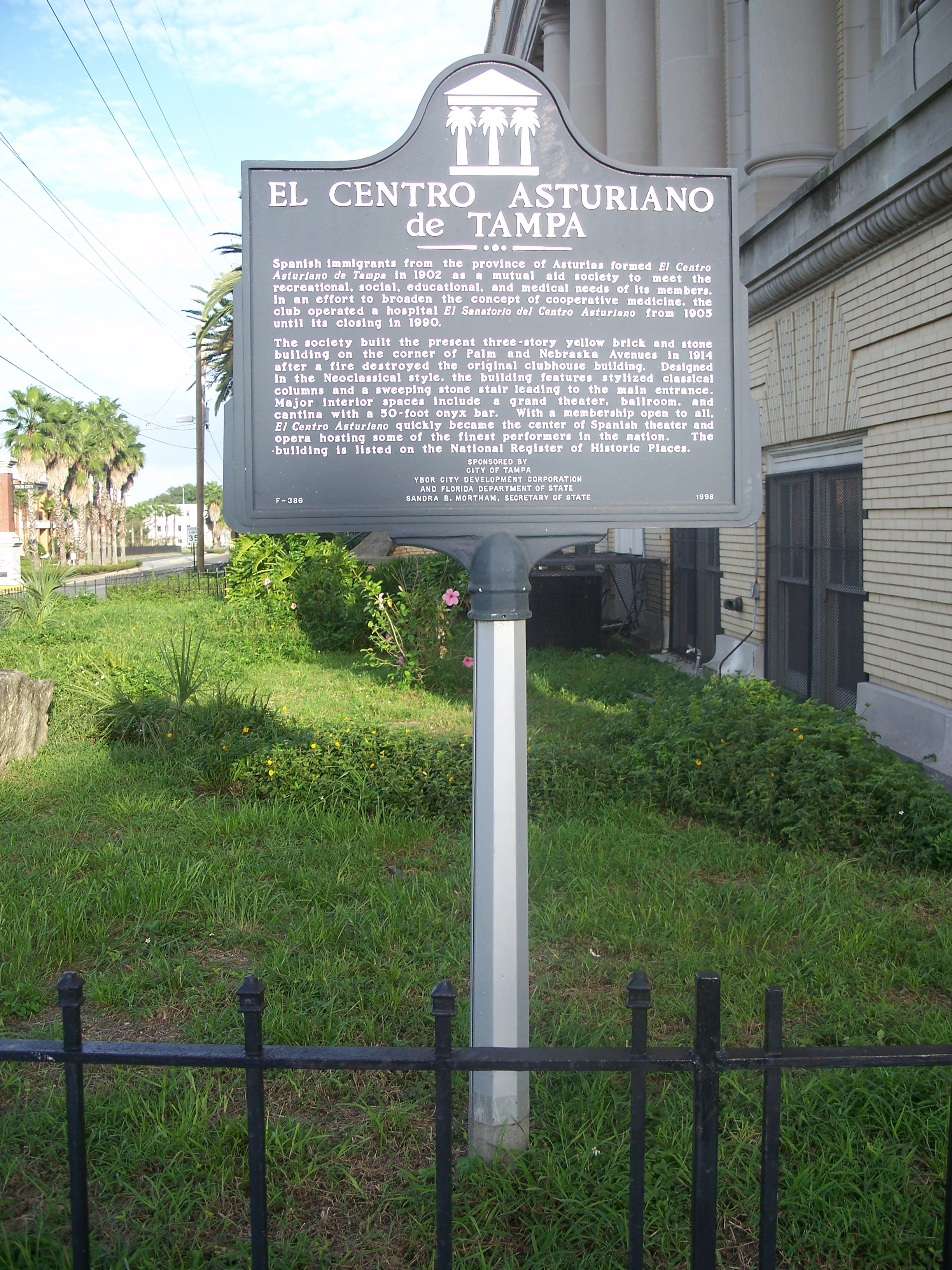
Placa informativa de la historia del Centro Asturiano de Tampa.
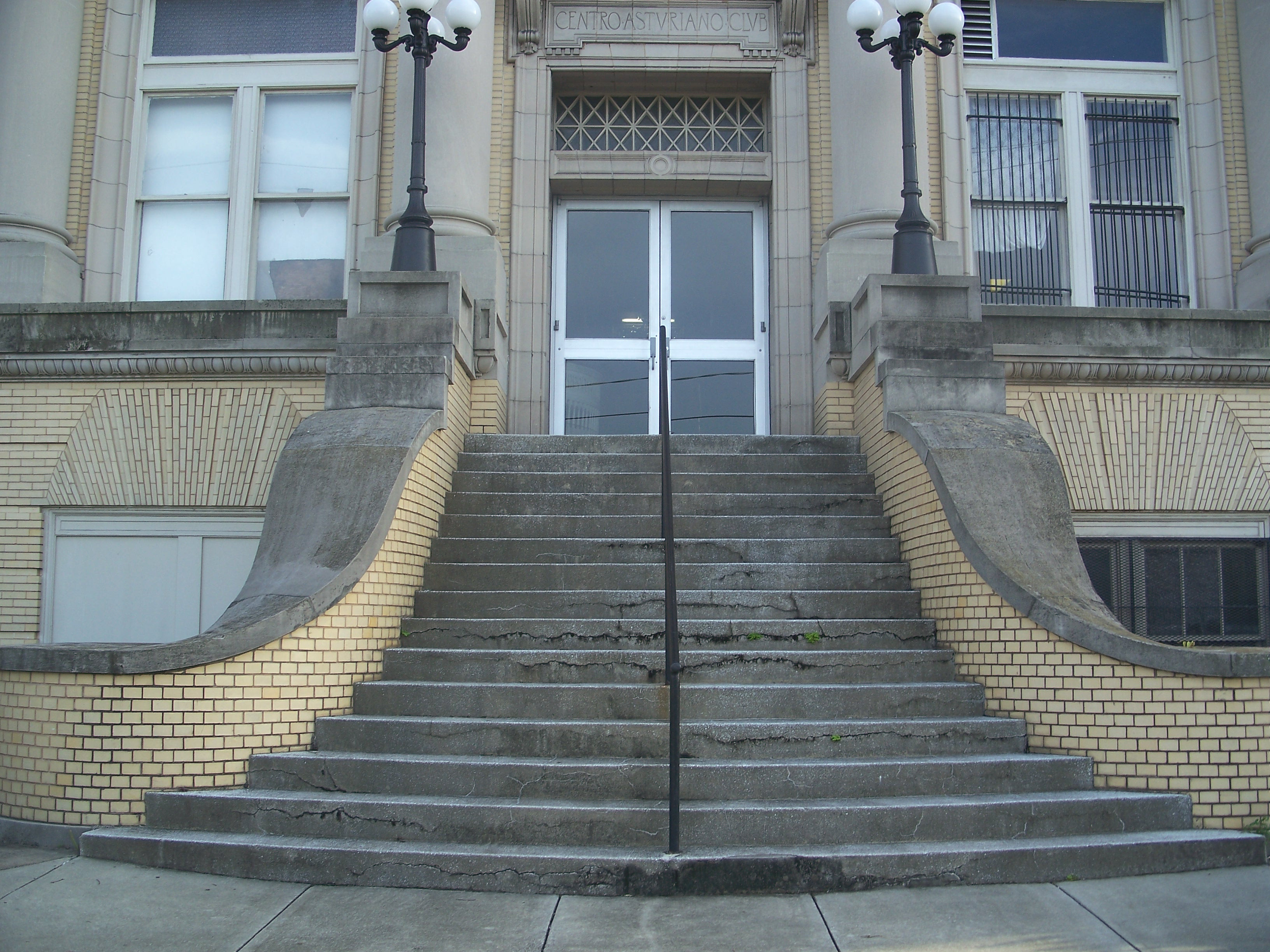
Entrada al Centro Asturiano.
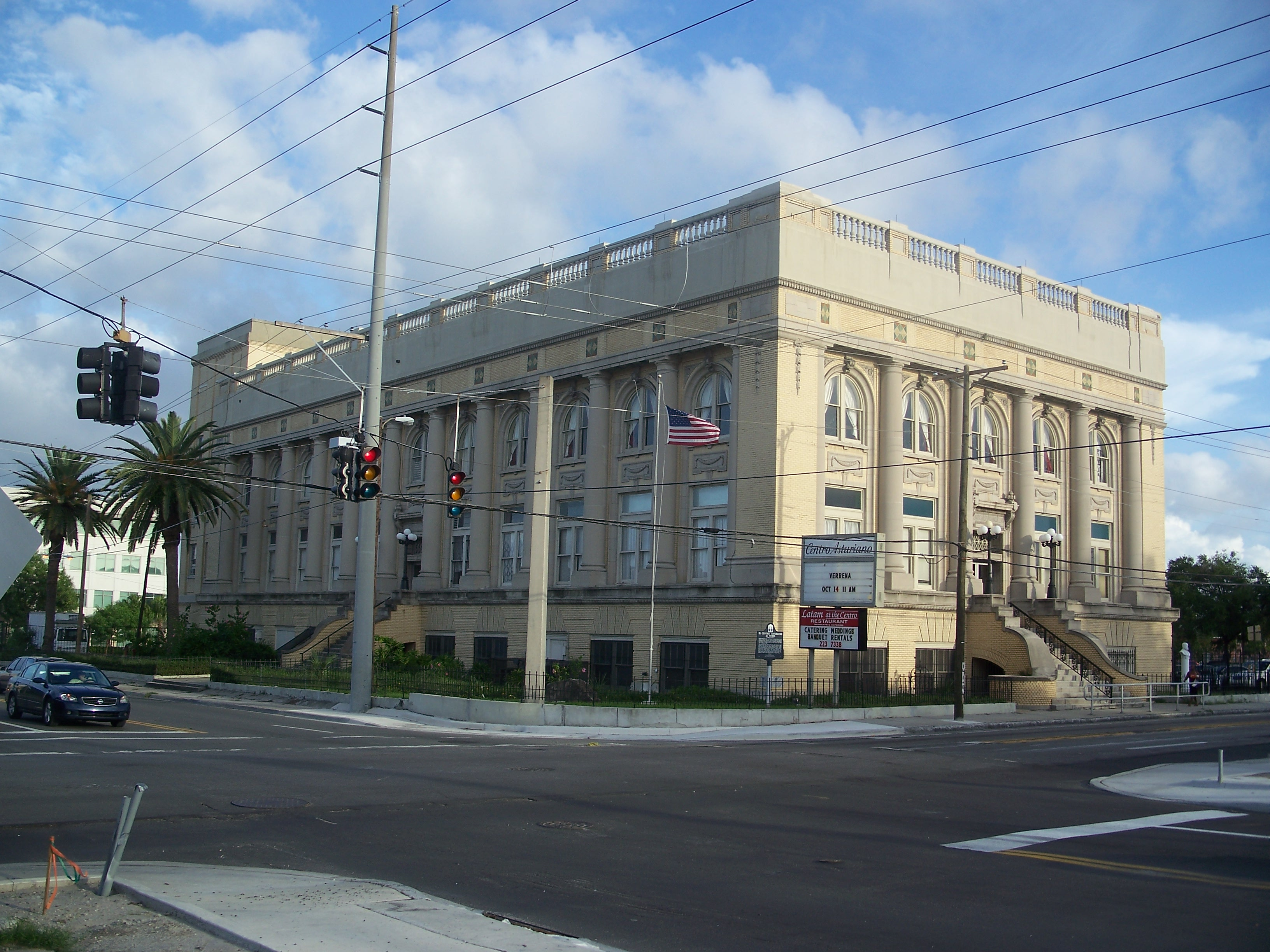
Vista del edificio con su rótulo "Centro Asturiano".